# Région Sud-Est (Malte)
La région Sud-Est (en maltais : Reġjun Xlokk, en anglais : South Eastern Region) est une subdivision administrative de Malte, dont le siège est Tarxien.

## Géographie
La région occupe le sud-est de l'île de Malte et comprend la capitale, La Valette. Elle est limitrophe des régions centrale et Sud.

## Conseils locaux
La région Sud-Est regroupe quinze conseil locaux : Birgu, Bormla, Fgura, Floriana, Kalkara, Marsa, Marsaskala, Marsaxlokk, Paola, Senglea, Tarxien, La Valette, Xgħajra, Żabbar et Żejtun.

## Politique
La région est administrée par un comité régional de seize membres.